# Asercja (informatyka)
Asercja (ang. assertion) – predykat (forma zdaniowa w danym języku, która zwraca prawdę lub fałsz), umieszczony w pewnym miejscu w kodzie. Asercja wskazuje, że programista zakłada, że ów predykat jest w danym miejscu prawdziwy. W przypadku gdy predykat jest fałszywy (czyli niespełnione są warunki postawione przez programistę) asercja powoduje przerwanie wykonania programu. Asercja ma szczególne zastosowanie w trakcie testowania tworzonego oprogramowania, np. dla sprawdzenia luk lub jego odporności na błędy. Zaletą stosowania asercji jest możliwość sprawdzenia, w którym fragmencie kodu źródłowego programu nastąpił błąd.

## Przykład asercji
Przykład asercji w języku Java:
```
 
int
 
total
 
=
 
countNumberOfUsers
();

 
if
 
(
total
 
%
 
2
 
==
 
0
)
 
{

     
// wartość zmiennej total jest parzysta

 
}
 
else
 
{

     
// wartość zmiennej total jest nieparzysta

     
assert
(
total
 
%
 
2
 
==
 
1
);

 
}

```